# Атлантис (Флорида)
Атлантис (енгл. Atlantis) град је у америчкој савезној држави Флорида. По попису становништва из 2010. у њему је живело 2.005 становника.

## Демографија
Према попису становништва из 2010. у граду је живело 2.005 становника, што је 0 (0,0%) становника више него 2000. године.
| Група             | 2000.         | 2010.         |
| Белци             | 1.896 (94,6%) | 1.770 (88,3%) |
| Афроамериканци    | 10 (0,5%)     | 26 (1,3%)     |
| Азијати           | 40 (2,0%)     | 48 (2,4%)     |
| Хиспаноамериканци | 52 (2,6%)     | 149 (7,4%)    |
| Укупно            | 2.005         | 2.005         |